# Gakuen Utopia Manabi Straight!
Gakuen Utopia Manabi Straight! (яп. がくえんゆーとぴあ まなびストレート！ Гакуэн Ю:топиа Манаби Суторэ:то!, часто сокращается до Manabi Straight!) — манга, выпущенная анимационной студией ufotable, а также адаптация в аниме-сериал и вышедшая в октябре 2007 OVA.

## Сюжет
Действие разворачивается в 2035 году. После нескольких лет падения рождаемости в Японии за каждого студента борются учебные заведения, так как без них им грозит закрытие. В одну из таких академий поступает безбашенная Манами Амамия и почти сразу занимает место в студенческом совете.

## Персонажи
Манами Амамия — гиперактивная девочка, желающая помочь школе Сейо всеми своими силами! Она легко находит друзей, редко грустит, её всегда переполняют идеи. Живёт она со своим братом, который следит за домом и ухаживает за Амамией. Девиз Манами — «Только Вперёд!», а прозвище: Манаби.
Сэйю: Юи Хориэ
Мика Инамори